# 陈孟洁
陳孟洁，名昌，以字行，江西泰和人。明朝政治人物、進士。

## 生平
永乐四年（1406年），陳孟祥中式二甲第三十四名進士。選庶吉士，預修《永樂大典》，卒於任內。